# Pierpaolo Bisoli
Pierpaolo Bisoli (Porretta Terme, 20 november 1966) is een Italiaanse voetbaltrainer. Bisoli promoveerde als trainer twee keer naar de Serie A met AC Cesena. 

## Spelerscarrière
Bisoli begon zijn spelerscarrière bij Porretta CFGC, een club uit zijn geboortestad Porretta Terme. Nadat hij voor enkele clubs uit de lagere divisies uitkwam, belandde hij in 1991 bij Cagliari Calcio. Met deze club kwam hij zes seizoenen uit in de Serie A en speelde hij in de UEFA Cup tegen Dinamo Boekarest, Trabzonspor en KV Mechelen. Vervolgens speelde hij twee seizoenen bij Empoli FC. Toen de club in 1999 naar de Serie B zakte, bleef hij met Perugia en Brescia in de Serie A spelen. Uiteindelijk belandde hij via Pistoiese weer bij Porretta CFGC.

## Trainerscarrière
Bisoli begon zijn trainerscarrière bij ACF Fiorentina, waar hij in het seizoen 2004/05 assistent was van hoofdtrainers Emiliano Mondonico, Sergio Buso en Dino Zoff. Zijn eerste opdracht als hoofdtrainer was bij AC Prato in de Serie C2. Na twee seizoenen stapte hij over naar Foligno Calcio, dat net was gepromoveerd naar de Serie C1. Bisoli verraste door Foligno meteen naar een knappe vierde plaats in haar groep te loodsen. Foligno plaatste zich zo voor de promotie-playoffs, waar het in de eerste ronde meteen onderuitging tegen AS Cittadella. Het seizoen daarop werd hij met AC Cesena kampioen in de herdoopte Lega Pro Prima Divisione, waardoor hij met de club naar de Serie B promoveerde. Bisoli maakte de stunt compleet door een tweede keer op rij te promoveren, waardoor Cesena na negentien jaar afwezigheid terugkeerde naar de Serie A. 
Bisoli promoveerde niet mee met Cesena, maar ging het seizoen daarop wel in de Serie A aan de slag met zijn ex-club Cagliari Calcio. Daar werd hij in november 2010 echter na twaalf speeldagen ontslagen vanwege tegenvallende resultaten. Op 26 mei 2011 werd hij aangesteld als trainer van Bologna FC, maar daar hield hij het zelfs maar zes speeldagen vol. Op 11 september 2012 keerde Bisoli terug naar Cesena, dat inmiddels al was teruggezakt naar de Serie B. Na een veertiende plaats in het seizoen 2012/13 loodste hij Cesena het seizoen daarop via de promotie-playoffs een tweede keer naar de hoogste klasse. Bisoli bleef ditmaal aan in de Serie A, maar werd op 8 december 2014 zelf ontslagen vanwege het degradatiegevaar.
Na een seizoen met Perugia Calcio in de Serie B ging hij in oktober 2016 aan de slag bij reeksgenoot Vicenza Calcio, waar hij in april 2017 ontslagen werd. Vicenza degradeerde op het einde van het seizoen naar de Lega Pro. Het seizoen daarop had hij meer geluk: hij promoveerde met Padova Calcio naar de Serie B. Na een slechte start werd hij er op 4 november 2018 ontslagen. Nadat zijn opvolger Claudio Foscarini geen betere resultaten kon voorleggen werd Bisoli een kleine twee maanden later teruggehaald, maar ook na zijn terugkeer kon Bisoli het tij niet keren in de Serie B. In maart 2019 werd hij een tweede keer ontslagen bij Padova. De club degradeerde op het einde van het seizoen.